# Caloneurodea
Caloneurodea – wymarły rząd owadów nowoskrzydłych. W zapisie kopalnym znane są z pensylwanu w karbonie i permu.
Owady te miały długie, wieloczłonowe czułki, odnóża z pięcioczłonowymi stopami oraz dwie pary skrzydeł o podobnych: kształcie, grubości i układzie silnie wypukłych i wklęsłych żyłek. Przednia i tylna żyłka kubitalna w obu parach skrzydeł były proste, nierozgałęzione i ustawione równolegle lub zlane ze sobą. W tylnej parze skrzydeł doszło do wtórnego zaniku pola analnego. Odwłok wyposażony był w nieczłonowane przysadki odwłokowe.
Według Polyneoptera Species File (2017) systematyka rzędu przedstawia się następująco:
- †Amboneuridae
- †Anomalogrammatidae
- †Apsidoneuridae
- †Caloneuridae
- †Euthygrammatidae
- †Paleuthygrammatidae
- †Permobiellidae
- †Pleisiogrammmatidae
- †Synomaloptilidae
- rodzina: incertae sedis
  - †Caloneurella
  - †Pruvostiella